# Gammel Vraa

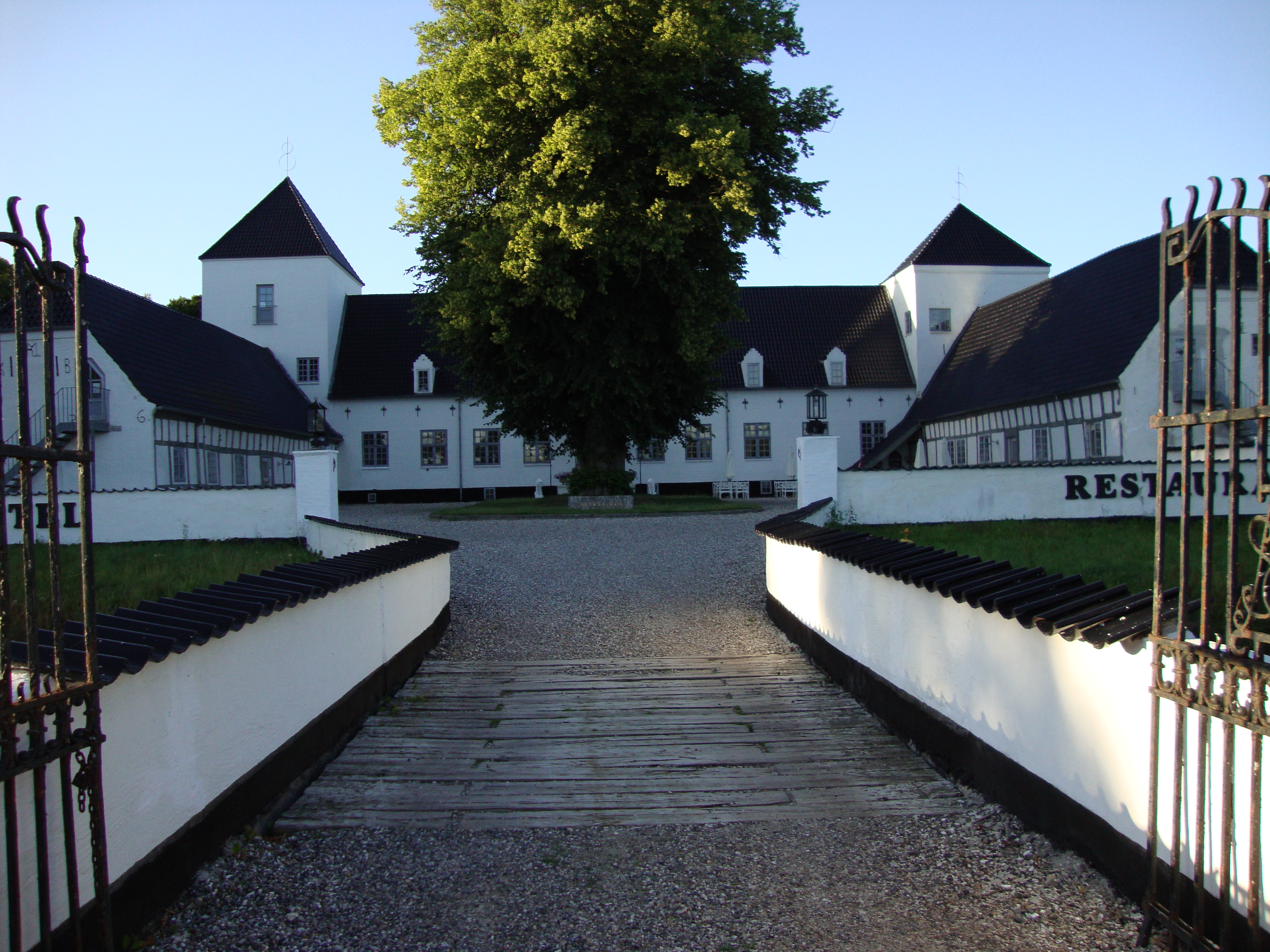
Gammel Vraa von der Brücke aus gesehen.

Gammel Vraa (1355 Wra, von Vrå 'Kleiner Platz', ursprünglich Vraa oder Vrågård) ist ein ehemaliges Herrenhaus, das heute als Hotel genutzt wird. Es liegt in einem Park im Wald zwischen den Feldern ca. 16 km nördlich von Aalborg. Das Herrenhaus wird von einem Wassergraben mit Brücke umgeben. Die am nächsten entfernten Orte sind Sulsted und Tylstrup, die etwa 3–4 km vom Schloss entfernt sind.
Zwischen 1600 und 1850 wohnten im Herrenhaus herrschaftliche Familien. In Kriegszeiten diente es als Soldatenunterkunft.
Das heutige noch erhaltene zweistöckige Hauptgebäude wurde im Jahr 1645 errichtet und befand sich im Besitz der Erbin Ide Hansdatter Lindenov und ihres Mannes, des dänischen Finanzministers Steen Beck. Damals gehörte die größte Landfläche in Dänemark zu Gammel Vraa. Das Ehepaar erbaute auch die ungefähr 3 km östlich gelegene Ajstup-Kirche. Das Hauptgebäude wurde 1779 um zwei weitere Flügel erweitert. 
Chris Hillingsøe baute 1977 Gammel Vraa zu einem Hotel um und errichtete zusätzlich zwei Türme. Das Hotel hat eine Kapazität von 43 Doppelzimmern sowie einen Festsaal und ein Restaurant im Keller.